# Turistická značená trasa 6688
 Turistická značená trasa 6688 je 8 km dlouhá žlutě značená trasa Klubu českých turistů v okrese Klatovy spojující Annín s prostorem hradu Kašperka. Její převažující směr je východní. Počátek trasy se nachází na území CHKO Šumava, převážná část pak na území přírodního parku Kašperská vrchovina.

## Průběh trasy
Turistická trasa má svůj počátek v prostoru Annínského kempu na rozcestí s červeně značenou trasou 0226 ze Sušice na Modravu. S ní vede trasa 6688 v souběhu do centra Annína, za ním přechází Otavu a pokračuje po silnici II/145 k severovýchodu k Bohdašickému Mlýnu. Zde silnici opouští a vede východním směrem lesní cestou proti proudu Račího potoka, dále po silnici k jihu přes osadu Příčná a posléze po asfaltové komunikaci k severovýchodu přes Dolní Dvorce do Trhových Dvorů. Zde přechází za cestu pokračující střídavě lesy a loukami přes osadu Nový Dvůr na rozcestí opět s červeně značenou trasou 0226 vedoucí ze Sušice na Královský kámen. Trasa 6688 odtud pokračuje po lesní pěšině k jihu a poté vstupuje na asfaltovou komunikaci a zároveň do souběhu se zeleně značenou trasou 3625 ze Strašína do Kašperských Hor. Souběh končí u vstupu do hradu Kašperka, trasa 6688 od něj stoupá lesní pěšinou východním směrem na Pustý hrádek a poté klesá na okraj Žlíbku. V krátkém souběhu opět s trasou 0226 vede ještě severním směrem po silnici na rozcestí opět s trasou 3625, kde končí.

## Historie
Trasa dříve nebyla vedena přes Dolní Dvorce, ale kratší variantou po lučních cestách podél Račího potoka.

## Turistické zajímavosti na trase
- Sklárna Annín
- Pamětní kříž annínských sklářů u mostu přes Otavu
- Studánka v Příčné
- Hrad Kašperk
- Zřícenina Pustý hrádek